# Oševek
Oševek – wieś w Słowenii, w gminie Kamnik. W 2018 roku liczyła 152 mieszkańców.